# Ígor Smólnikov
Ígor Smólnikov (rus: Игорь Александрович Смольников, n. 8 d'agost de 1988 a Kámensk-Uralsky, Unió Soviètica) és un futbolista rus que juga com a defensa o migcampista pel sector dret, el seu actual equip és Zenit Sant Petersburg de la Premier League russa. En el 2006 debuta amb el Torpede de Moscou.

## Internacional
Smólnikov va ser convocat per participar amb la selecció russa dirigida per Fabio Capello en la convocatòria del 4 d'octubre del 2013, per jugar contra les seleccions de Luxemburg i Azerbaidjan per classificar al mundial de Brasil de 2014.

## Estadístiques
| Club                                  | Div           | Temporada     | Lliga   | Lliga | Copa    | Copa | Europa  | Europa | Total   | Total |
| Club                                  | Div           | Temporada     | Partits | Gols  | Partits | Gols | Partits | Gols   | Partits | Gols  |
| ------------------------------------- | ------------- | ------------- | ------- | ----- | ------- | ---- | ------- | ------ | ------- | ----- |
| Rússia Torpede Moscou                 |               | 2006          | 4       | 0     | 0       | 0    | —       | —      | 4       | 0     |
| Rússia Torpede Moscou                 | D2            | 2007          | 26      | 2     | 2       | 0    | ?       | ?      | 28      | 2     |
| Rússia Torpede Moscou                 | Total         | Total         | 30      | 2     | 2       | 0    | 0       | 0      | 32      | 2     |
| Rússia Lokomotiv Moscou               | D1            | 2008          | 1       | 0     | 1       | 0    | —       | —      | 2       | 0     |
| Rússia Lokomotiv Moscou               | Total         | Total         | 1       | 0     | 1       | 0    | 0       | 0      | 2       | 0     |
| Rússia Ural Sverdlovsk Oblast (cedit) | D2            | 2009          | 12      | 0     | 0       | 0    | —       | —      | 12      | 0     |
| Rússia Ural Sverdlovsk Oblast (cedit) | Total         | Total         | 12      | 0     | 0       | 0    | 0       | 0      | 12      | 0     |
| Rússia Chita (cedit)                  | D2            | 2009          | 15      | 2     | 0       | 0    | —       | —      | 15      | 2     |
| Rússia Chita (cedit)                  | Total         | Total         | 15      | 2     | 0       | 0    | 0       | 0      | 15      | 2     |
| Rússia Lokomotiv Moscou               | D1            | 2010          | 14      | 0     | 1       | 0    | 0       | 0      | 15      | 0     |
| Rússia Lokomotiv Moscou               | Total         | Total         | 14      | 0     | 1       | 0    | 0       | 0      | 15      | 0     |
| Rússia Zhemchuzhina-Sochi (cedit)     | D2            | 2011-12       | 18      | 1     | 2       | 0    | —       | —      | 20      | 1     |
| Rússia Zhemchuzhina-Sochi (cedit)     | Total         | Total         | 18      | 1     | 2       | 0    | 0       | 0      | 20      | 1     |
| Rússia Rostov (cedit)                 | D1            | 2011/12       | 13      | 1     | 1       | 0    | —       | —      | 14      | 1     |
| Rússia Rostov (cedit)                 | Total         | Total         | 13      | 1     | 1       | 0    | 0       | 0      | 14      | 1     |
| Total carrera                         | Total carrera | Total carrera | 103     | 6     | 7       | 0    | 0       | 0      | 110     | 6     |